# 欧州連合理事会
欧州連合理事会（おうしゅうれんごうりじかい）は、欧州連合の政策決定機関。閣僚理事会や、単に理事会とも呼ばれ、基本条約でもこれらの表現が用いられている。またラテン語表記の Consilium とも呼ばれる。欧州連合理事会は欧州連合加盟国の首脳らによる欧州理事会や、欧州連合とは別の国際機関である欧州評議会とは混同されがちであるが、まったく異なるものである。
理事会は、欧州連合のもうひとつの政策決定機関である欧州議会よりも強力な権限を有している。理事会は加盟国から1人ずつの閣僚で構成されている。ただし政策分野によって出席する閣僚が異なり、たとえば農業政策の議論を行うさいには各国の農業担当大臣が出席することになる。
理事会は特定の人物を議長としておらず、加盟国が6か月ごとに輪番制で議長国を務め、議長国の閣僚が各理事会の議論課題を定めていくことになっている。ただし外交理事会については外務・安全保障政策上級代表が議長を務めることになっている。また理事会の運営は事務総長が担っている。
理事会は法律を新たに作ることができ、そのため既存の国内法を置き換えることができる。特定の分野において理事会の決定は特定多数決方式でなされ、それ以外の分野では全会一致でなされる。通常全会一致で決定を行なう場合には、欧州議会に対しては諮問のみがなされる。ただしほとんどの分野において共同決定手続が適用され、理事会と欧州議会が法令制定と予算決定において平等の権限を有している。

## 歴史
欧州連合理事会の起源となったのは欧州石炭鉄鋼共同体の「閣僚特別理事会」であり、超国家的な政策執行機関である最高機関と対等な位置づけがなされた。石炭や鉄鋼に関する問題については最高機関が権限を有していたためこの特別理事会の権限は限られていたが、それ以外の決定においては特別理事会のみが共同体の意思を決めていた。つまるところ特別理事会は執行機関である最高機関の監視役に過ぎなかったのである。1958年、ローマ諸条約によって欧州経済共同体と欧州原子力共同体が設立され、それぞれに理事会が設けられた。このとき欧州石炭鉄鋼共同体最高機関の権限が超国家性が強かったことに対する反発から、両共同体の理事会の執行権限は欧州石炭鉄鋼共同体の特別理事会よりも強化され、他方で執行機関の名称は「委員会」とされた。
1965年、理事会はいわゆる「空席危機」と呼ばれる事件が起こった。農業政策案などをめぐってフランス大統領シャルル・ド・ゴールと委員会が対立したことにより、フランスがすべての理事会への出席を拒否し、理事会の機能が停止するという事態に陥ったのである。この状況は翌年にルクセンブルクの妥協によって収拾された。空席危機は当時の委員長のヴァルター・ハルシュタインの政治的な賭けで引き起こされたものであり、空席危機ののちにハルシュタインは委員長を退任しているが、このできごとによって理事会の機能の弱点がさらけ出されるということになった。
1967年発効の合併条約で、欧州石炭鉄鋼共同体の閣僚特別理事会と欧州原子力共同体の理事会が欧州経済共同体の理事会に統合され、単一の機関である欧州諸共同体理事会として活動していくことになった。1993年には欧州連合条約によって「欧州連合理事会」となった。欧州連合条約で理事会は強化され、3本柱構造において政府間主義の要素が加えられた。ところが同時に欧州議会と欧州委員会も欧州共同体の柱において権能が強化され、理事会が独自に活動するという能力は抑えられる結果となった。
リスボン条約では3本柱構造が廃止され、欧州議会の権限が強化された。さらに理事会の役職である共通外交・安全保障政策上級代表と欧州委員会の対外関係担当委員の役職が統合され、外務理事会は従来の輪番制議長国の閣僚ではなく、統合によって新設された外務・安全保障政策上級代表が議長を務めることとなった。欧州理事会についても理事会から完全に分離された。
理事会は権限を失っていないものの、欧州議会は理事会の意思に対してますます反対する力を強めていき、理事会の展開は両者の権力関係によって特徴づけられていった。つまり欧州連合理事会の政府間主義的な制度が、発達してきた欧州議会の制度と超国家主義的な方式と相反するようになり、欧州連合理事会と欧州議会との間で対立するような事例が出てきているのである。

## 権能
理事会の主たる目的は欧州連合の立法機関として、欧州議会とで構成される両院制の片方を担うことである。ところが一部の分野においては欧州連合理事会にのみ立法主導権が与えられている。また理事会は欧州議会とともに欧州連合の予算に関する権限を有し、政府間主義的な分野においては欧州議会よりも強い権限が与えられている。

### 立法手続
欧州連合の立法権は理事会と欧州議会に分けられているが、両者の関係や権限は欧州連合の歴史の中で発展してきており、法令の採択にあたってはさまざまな立法手続が適用されている。ほとんどの分野の法令は通常立法手続によって採択されるが、この手続において法令の成立には理事会と欧州議会の両方の賛成を要することになっている。
この手続において、欧州委員会は欧州議会と理事会の法案を提出する。1回目の読会ののち、欧州議会は法案の修正を提案することができる。もし理事会が欧州議会の法案修正を受け入れた場合、その法案は成立することになる。逆に法案修正を受け入れなかった場合には「共通の立場」を採択して、欧州議会に新たな法案を提示する。2回目の読会で欧州議会が法案を可決または読会を開かなかった場合、法案は採択されることになるが、それ以外の場合には欧州議会は理事会の案にさらに修正を加えることができる。また欧州議会は議員の絶対多数で否決することもできる。これに対して理事会が欧州議会の立場を認めなかった場合には、法案は理事会と欧州議会議員からそれぞれ同人数で構成される「調停委員会」において協議される。委員会において法案が承認された場合には理事会と欧州議会で可決されたものとなり、法案が承認されなかった場合には法案は廃案となる。
「特別立法手続」が適用される分野には司法・内務、予算・税制や環境政策の財政面での問題など分野がある。これらの分野において理事会や欧州議会は法令を単独で決定する。このときの立法手続は法令の形態によって決まる。法令の形態のなかでもっとも強力なものは規則であり、加盟国内において直接的な効力を持つ。つぎに指令は、実現しなければならない目標を定めて加盟国を法的に拘束する。加盟国は国内法を整備して指令に定められた目標を達成することになるため、その詳細は加盟国に委ねられる。決定は特定の個人または団体を対象とするもので、直接的な効力を持つ。また法的拘束力のない勧告も発することができる。
理事会の票決方法は全会一致、単純多数決、特定多数決の3つがある。ほとんどの場合において理事会は特定多数決で票決を行なう。この多数決では各加盟国に配分された全345票のうち最低で255票を集め、かつ過半数（場合によっては3分の2以上）の加盟国の賛成を要する。また賛成した加盟国の人口の合計が欧州連合全体の人口の 62% 以上であることも要件となっている。全会一致が適用されるのは外交政策関連や警察・内務関連で意思決定を行なうときである。

### 外交政策
共通外交・安全保障政策での理事会による法令は、ほかの分野の法令とは異なっている。共通外交・安全保障政策では、「共通の立場」「共同行動」「共通の戦略」という形で採択される。共通の立場は欧州連合の外交指針を定めるものであり、ミャンマーの孤立化のような第3国の問題、アフリカ大湖沼周辺の安定に向けた努力のような地域問題、国際刑事裁判所に対する支持といった問題などを扱う。共通の立場がひとたび合意されれば、加盟国はそれに従い、また擁護しなければならない拘束力を持つが、定期的に見直しがなされている。共同行動は国家間で調整された行動のことを言い、たとえば地雷除去や小火器の拡大防止といった目的の達成のために資力を展開する。共通の戦略は目的を定め、4年の期間で欧州連合全体としてどのように対処するかをまとめたものである。

### 予算策定
理事会は欧州連合の予算に関する権限を有している。欧州連合の予算は通常の立法手続に従って採択されるが、欧州議会は理事会と同等の権限を有し、1回の読会で予算全体に対する承認の是非を決めることができる。理事会と欧州議会の立場が会わなければ、通常の法案と同様に調停委員会が設置される。ところが調停委員会でも意見が合わなければ、欧州議会が採択したものを予算と決することになる。さらに予算に加えて、理事会は加盟国の経済政策の調整を行なうことができる。

## 機構

### 議長国
理事会には特定の人物を議長に任命するのではなく、加盟国の閣僚が議長を務めている。議長国は6か月ごとに交替する輪番制がとられている。議長国は1か国が6か月間の任期を務めることになっているが、2007年からは3か国が協力して計18か月の任期における共通の方針を定めている。たとえば2007年後半の議長国であるポルトガルはその前後に議長国を務めるドイツとスロベニアと協力していた。理事会はさまざまな形態で会合を行なっており、議題によって出席する人物が変わる。理事会の議長を務めるのは議長国出身の人物となる。また次期議長国の代表者は現議長を補佐し、またその議長役を引き継ぐことになる。ただし例外として、リスボン条約の発効により外務理事会は外務・安全保障政策上級代表が議長を務める。
議長の役割には理事会の運営と政治的なやり取りといった側面がある。運営に関するものとして、議長国は任期中の理事会の手続や開催といった作業を担う。これには常駐代表委員会などの委員会や作業部会への指示や、理事会の会合を招集するといったことも含まれる。政治的なやり取りに関するものには、理事会における議題への対処や政府間の調整がある。とくに議長国は理事会の方針を設定することから、任期中の議長国は理事会の機能における大きな影響力を持つことになる。議長国はまた、欧州連合内部において理事会を代表し、また国際連合など、国際的にも欧州連合を代表する役割を持っている。

### 形態
法的には、理事会は単一の主体であるが、実際には複数の理事会の集合体となっている。欧州連合条約第16条第6項では以下のように規定している（以下試訳）。
理事会は、欧州連合の機能に関する条約第236条にしたがって採択された一覧のように、さまざまな形態で開かれるものとする。
総務理事会はさまざまな理事会の形態の機能の一貫性を確保するものとする。総務理事会は欧州理事会議長および欧州委員会と連係して、欧州理事会の会合に対する補佐を準備し、また確保するものとする。
外務理事会は欧州理事会によって定められた連合の対外行動を策定し、連合の行動が一貫していることを確保するものとする。
それぞれの理事会は農業・漁業といった、異なる実務分野を扱っている。そのため理事会は各国のそれぞれの政策分野を担当する閣僚で構成されることになり、農業・漁業理事会は各国の農業・漁業担当閣僚が出席する。議長役は当期の議長国の閣僚が務める。総務理事会、外務理事会、経済・財務理事会以外の理事会は不定期に開催される。理事会には以下の10のものがある。

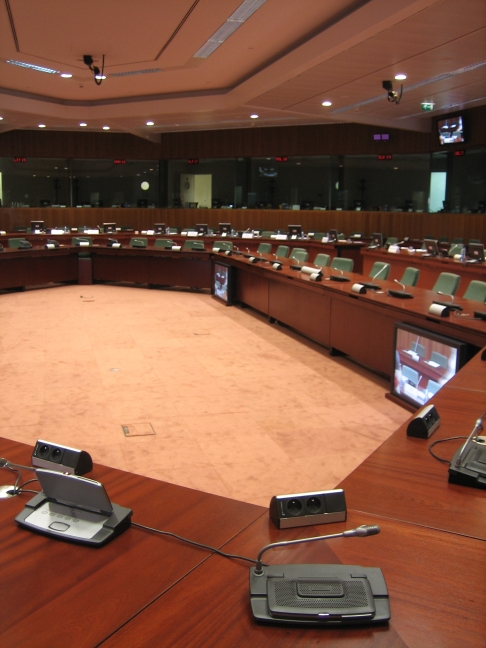
理事会の会議場

- 総務理事会 - 理事会全体の運営の調整、欧州理事会の会合の準備、複数の理事会にまたがる議題の対処を行なう。
- 外務理事会 - 外務・安全保障政策上級代表が議長を務め、共通外交・安全保障政策、共通安全保障防衛政策や、協調の進展を担う。
- 経済・財務理事会 - 加盟国の経済・財務担当閣僚によって構成される。連合の財政やユーロ圏案件を扱う[17]。
- 農業・漁業理事会 - 各理事会のなかでももっとも古いもののひとつであり、月に1度、加盟国の農業・漁業担当閣僚に加え、欧州委員会の農業、漁業、食品安全、保健担当の各委員が出席する。
- 司法・内務理事会 - 各国の司法・内務担当閣僚が出席する。市民保護も扱う。
- 雇用・社会政策・保健・消費者問題理事会 - 雇用、社会的保護、消費者保護、保健、機会平等担当閣僚で構成される。
- 競争理事会 - 2002年6月に域内市場、産業、研究の3つの理事会が統合して創設された。議題によって変わるが、競争理事会はヨーロッパ問題、産業、観光、科学研究などを担当する閣僚で構成される。
- 運輸・通信・エネルギー理事会 - 2002年に3つの理事会が統合して創設された。議題によって出席する閣僚が変わる。およそ2か月に1度、会合が開かれている。
- 環境理事会 - 環境担当閣僚で構成され、1年に4度ほど会合が開かれる。
- 教育・青年・文化理事会 - 教育、文化、青年、コミュニケーション担当閣僚によって構成され、1年に3回から4回ほど会合が開かれる。この理事会では映像や音声に関する問題も取り扱う。

またこれらの理事会を補うものとして政治・安全保障委員会が設置され、各国大使によって国際情勢の監視や共通安全保障防衛政策の枠内において政策を明確化している。欧州理事会もまたこれらの理事会に類似しており、同様の手法で運営がなされ議長国制度も共有しているが、出席者は国家元首または政府首脳である。欧州理事会の目的は欧州連合の一般的な「推進力」を定めることである。欧州理事会は欧州委員会委員長を指名するといった重要な議題を扱う。

### 職員
事務総長は会議、報告書草案、翻訳、記録、文書、方針案の準備を行い、議長を補佐することで理事会の一貫性を確保している。事務総長は理事会事務局の長であり、2015年7月1日からはイェッペ・トランホルム＝ミッケルセンが務めている。
常駐代表委員会 (COREPER) は大使などの加盟国代表によって構成される組織で、理事会の作業の準備をするために毎週開かれている。常駐代表委員会は作業の監督や調整を行い、また欧州議会との共同決定による立法も扱う。常駐代表委員会は首席大使によるグループ (Coreper II) と、その次官によるグループ (Coreper I) に分かれている。これとは別に、農業分野については農業特別委員会が扱う。また多数の作業部会が設置されており、常駐代表委員会や農業特別委員会を通じて理事会に報告書を提出している。

### 票決制度
リスボン条約16条4項の規定に従い、2014年11月1日に、欧州連合理事会の票決制度は特定多数決方式に移行した。この方式によると、理事会の意思決定には理事会構成員の少なくとも15名以上で少なくとも55%の賛成を必要とし、かつ、EUの総人口の65%以上の加盟国の賛成を必要とする。

#### 所属政党

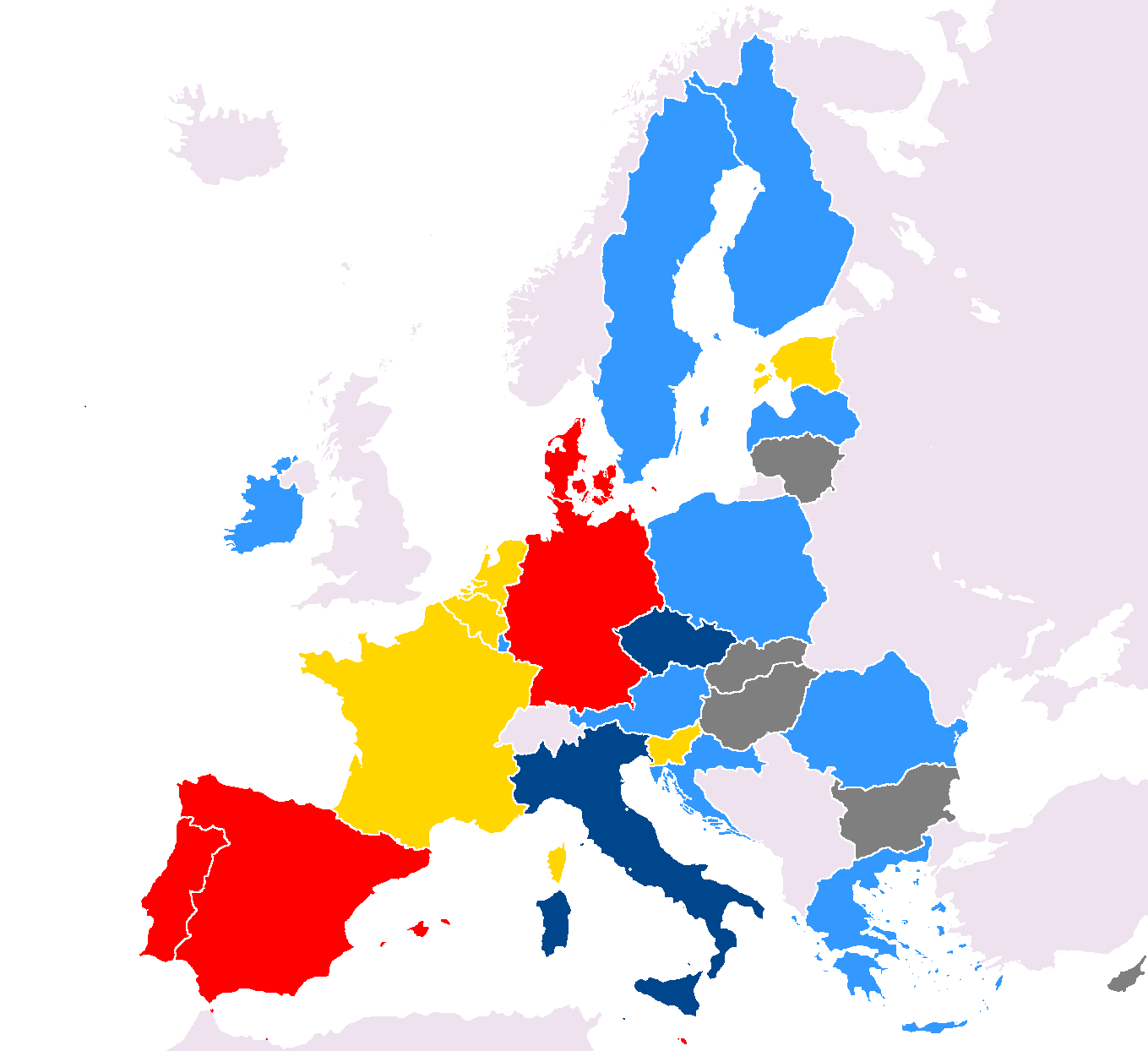
首脳の所属政党別で示した欧州連合加盟国（2021年10月17日時点）

欧州理事会を構成する加盟国の首脳らはそのほとんどが国内の政党に所属しており、それらの政党は欧州規模の政党に参加している。しかしながら欧州理事会は政党ではなく加盟国を代表するために構成されるものであり、欧州理事会の決定も加盟国の利益を優先するものとなっている。以下の表は所属政党別の首脳の人数を示したものである。
| 政党 | 政党                       | 国数 | 持ち分比率 |
| ---- | -------------------------- | ---- | ---------- |
|      | 欧州人民党 (EPP)           | 11   | 40.7%      |
|      | 欧州自由民主同盟党 (ALDE)  | 2    | 7.4%       |
|      | 欧州社会党 (PES)           | 5    | 18.5%      |
|      | 欧州保守改革党 (ECR Party) | 3    | 11.1%      |
|      | 無所属                     | 6    | 22.2%      |
| 計   | 計                         | 27   | 100%       |

## 比較

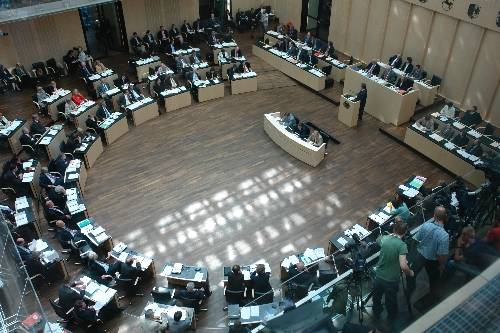
欧州連合の理事会とドイツの連邦参議院はともに加盟国 / 連邦州の代表で構成される

欧州連合理事会には性質の上で類似する機関がほとんどない。構成という観点からきわめて類似しているのはドイツの上院である連邦参議院である。連邦参議院には連邦州政府の代表者が出席し、欧州連合理事会と同様に連邦州政府が代表者を交代させる。連邦州において選挙が実施されることはなく、また解散という制度もない。代表者は連邦州単位で票決に参加して持ち票を投じるため、個人としてではなく連邦州政府の代表として連邦州政府の判断を示している。連邦州に配分されている票数はそれぞれで異なっており、決定は絶対多数決でなされている。議長が輪番制である点は欧州連合理事会と同様であるが、その任期は1年間であり、欧州連合理事会のそれが6か月であるのとは異なっている。また議題によって出席者か変わらないという点でも連邦参議院と欧州連合理事会とは異なっている。

## 所在地
1992年12月のエディンバラにおける欧州理事会の会合での決定により欧州連合理事会はブリュッセルにおくこととなっているが、4月、6月、10月の会合はルクセンブルク市で開かれている。1952年から1967年にかけて欧州石炭鉄鋼共同体の閣僚特別理事会はルクセンブルクのプラス・ダルメにあるセルクル・ミュニシパルで開かれていた。理事会事務局はたびたび移転していたが、1955年から1967年にかけてはルクセンブルクのフェアローレンコスト区に置かれていた。1957年に2つの新たな共同体にそれぞれ独自の理事会を持つことになったときに、その当時の議長に会合の開催地を決定する権利が与えられることになり、1958年秋まではブリュッセルのヴァル・ドゥシェス城で開かれた。
1965年の合併条約に関して機関の新しい所在地について合意がなされ、理事会はブリュッセルに置かれることとなったが、4月、6月、10月の会合はルクセンブルクで開くこととなった。欧州石炭鉄鋼共同体の事務局はルクセンブルクから、ブリュッセルのラーフェンスタイン・ビルに移され、ほかの2つの理事会事務局と統合された。1971年、理事会と事務局は欧州委員会の入るベルレモン・ビルの向かいにあるシャルルマーニュ・ビルに移転したが、まもなく手狭となったため事務局の管理部門が別の3つのビルに移った。1980年代には翻訳部署が3か所に分かれて移った。
1995年、理事会はシャルルマーニュ・ビルと道路を挟んだ向かい側のユストゥス・リプシウス・ビルに移った。ところが理事会の職員が増え続けたため、フィンランド語とスウェーデン語の翻訳担当部署は別のビルに入居することとなった。その後も職員が増え続け、理事会は所有するユストゥス・リプシウスのほかにもビルを借りることとなった。レス・ビルを取得したことでほかのビルでの賃貸が減った。また理事会ではレジダンス・パレスを取得し、改装を行なっている。欧州理事会はこれまで理事会のプレスセンターを使ってきていたが、レジダンス・パレスには欧州理事会独自のプレスセンターが入ることになっている。
理事会がルクセンブルクで開かれるさいにはキルヒベルクの会議場が使われ、また事務局各部署はキルヒベルクの高台にあるヨーロッパ・センターにおかれる。また理事会はストラスブールなどでも開かれることがあり、ときには欧州連合の域外でも行われることがある。1974年には東京やワシントンD.C. で貿易やエネルギー問題を議題とする理事会が行なわれたことがある。現在の理事会の規程では、特別な事情が起こったさいにはブリュッセルやルクセンブルク以外で会合を開くことができる。

## 一般公開
理事会の議論では、出席者は欧州連合の24の公用語を話すことができる。また公式文書はこの24言語のほかに、カタルーニャ語（バレンシア語）、バスク語、ガリシア語にも翻訳される。リスボン条約以前は理事会が立法を行なっても議事録と投票記録しか公開されていなかったが、リスボン条約以降はすべての会合が一般公開の対象となった。